# Afrocarpus
Afrocarpus é um gênero de coníferas da família Podocarpaceae. Duas a seis espécies são reconhecidas. São árvores perenes nativas da África. Afrocarpus foi designado como um gênero em 1987, quando várias espécies anteriormente classificadas em Podocarpus e Nageia foram reclassificadas.

## Taxonomia
Afrocarpus gaussenii foi baseada em uma única espécime de um indivíduo cultivado de Afrocarpus falcatus em Madagáscar. Suas características distintivas podem ter resultado das condições de seu cultivo. Nenhuma espécie de Afrocarpus é conhecida por ser nativa de Madagáscar.
Em um tratado recente de Afrocarpus, apenas duas espécies foram reconhecidas; A. dawei, A. gracilior e A. usambarensis foram fundidos em A. falcatus. O motivo dessa fusão foi que "a variação entre o grupo parece ser essencialmente contínua".

### Espécies
| Imagem | Nome científico         | Notas       |
| ------ | ----------------------- | ----------- |
|        | Afrocarpus dawei        | [ 1 ] [ 3 ] |
|        | Afrocarpus falcatus     | [ 1 ] [ 3 ] |
|        | Afrocarpus gaussenii    | [ 1 ] [ 3 ] |
|        | Afrocarpus gracilior    | [ 1 ] [ 3 ] |
|        | Afrocarpus mannii       | [ 1 ] [ 3 ] |
|        | Afrocarpus usambarensis | [ 1 ] [ 3 ] |

## Descrição
Afrocarpus são árvores persistentes. Os indivíduos das maiores espécies, Afrocarpus falcatus, podem atingir uma altura de 60 metros.
As folhas são simples e planas. A filotaxia ou o arranjo das folhas são geralmente em espiral. As folhas têm geralmente uma forma lanceolada e uma textura coriácea. Os estômatos são encontrados em ambas as superfícies da folha.
Afrocarpus é dioico, com pinhas masculinas de pólen e femininas carregados em plantas individuais separadas. As pinhas são pedunculadas curtas e geralmente se desenvolvem a partir de gemas axilares.

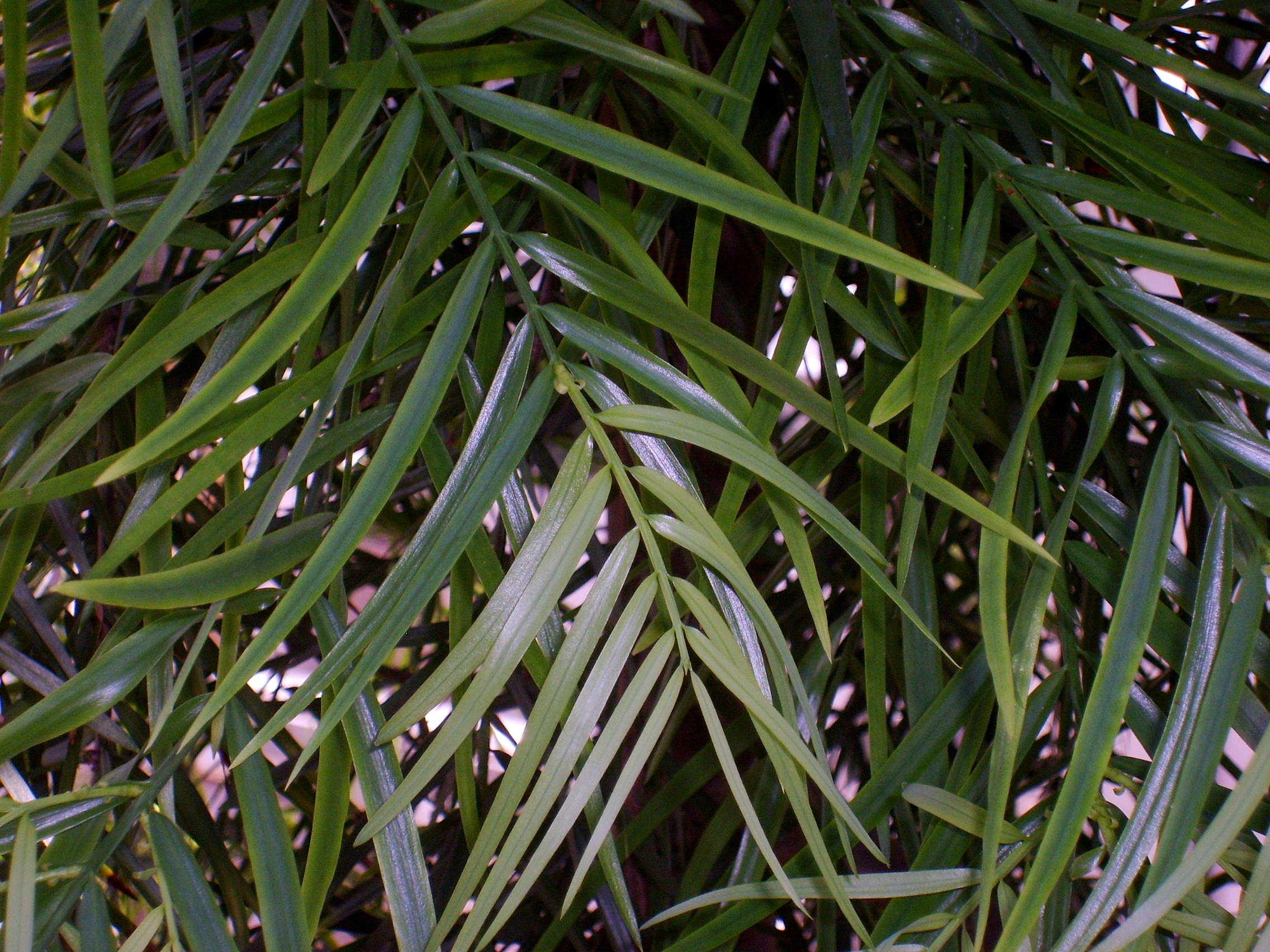
As folhas longas e lanceoladas de A. falcatus.
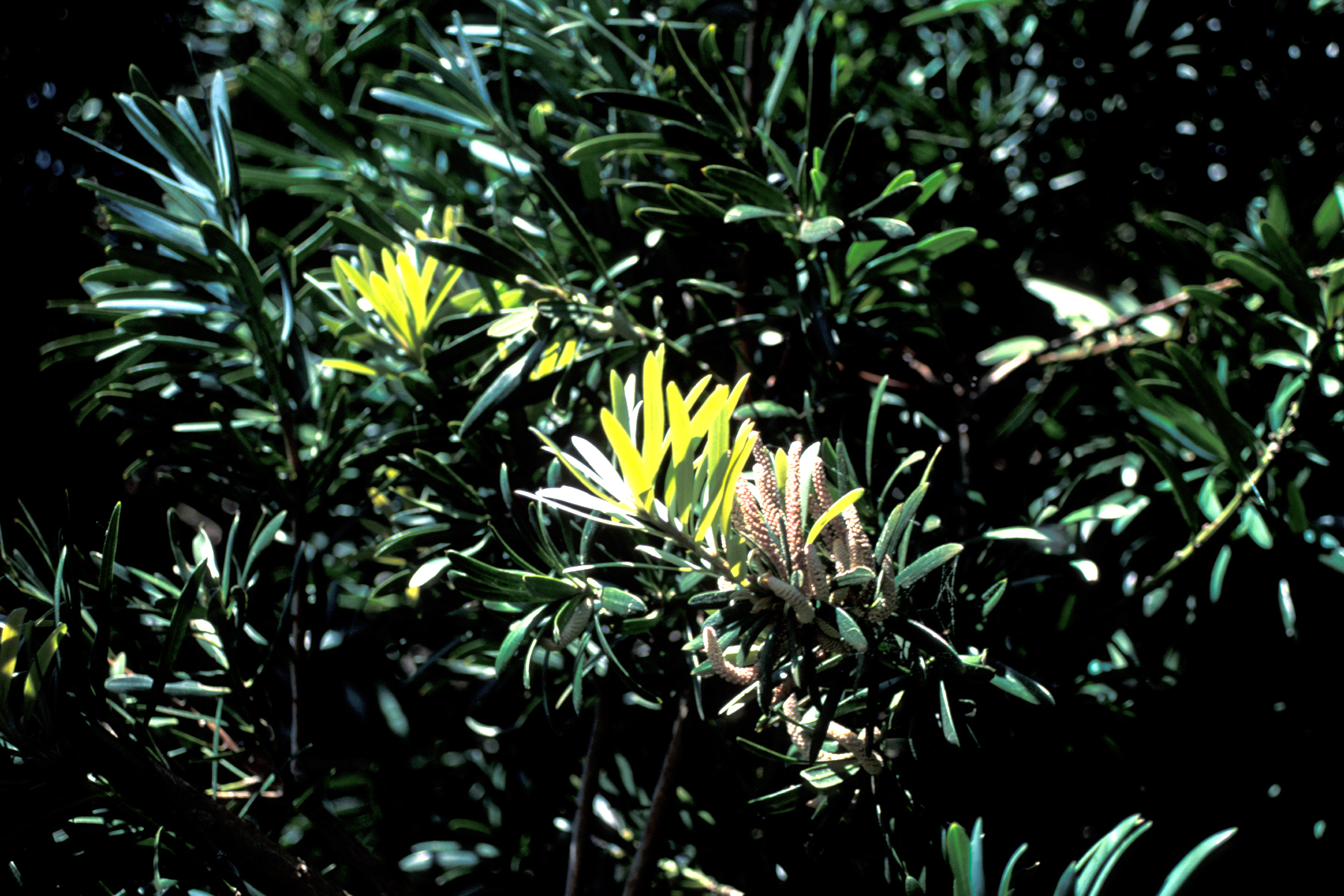
Pinhas masculinas A. gracilior.
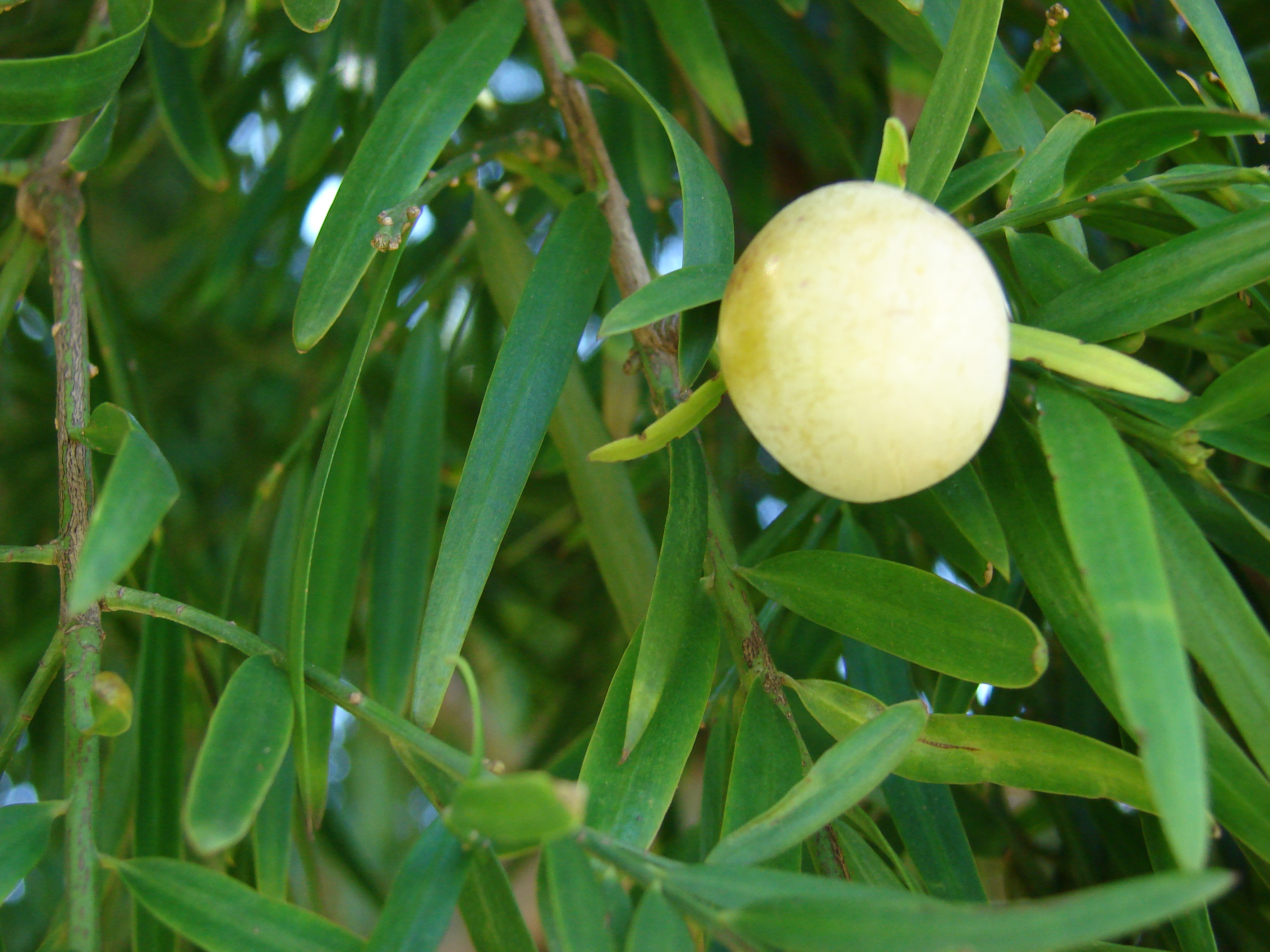
Uma pinha de A. gracilior.
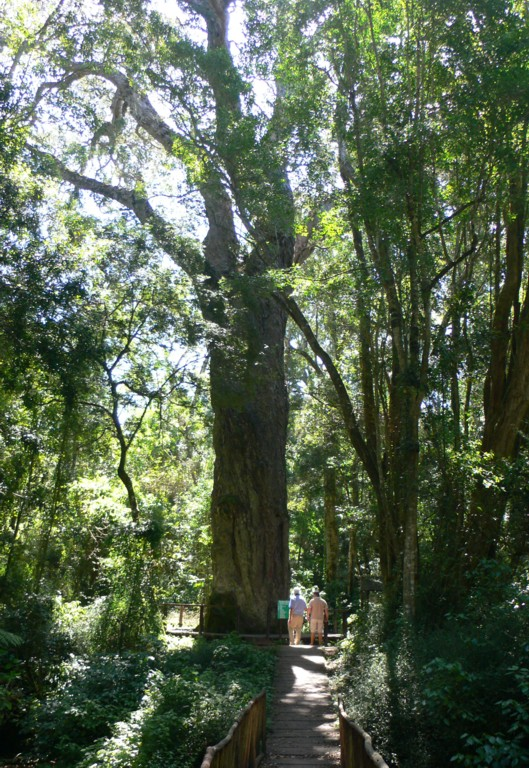
Uma árvore de A. falcatus.

## Distribuição
Como o nome sugere, Afrocarpus é nativo da África. As espécies são distribuídas através das florestas de domínio afromontano da África Oriental e Austral, descendo para a costa do Oceano Índico na África do Sul. O gênero é nativo do Burundi, República Democrática do Congo, Etiópia, Quênia, Malawi, Moçambique, Ruanda, São Tomé e Príncipe, África do Sul, Suazilândia, Tanzânia e Uganda.